# Pete Christlieb
Pete Christlieb (Los Angeles, 16 februari 1945) is een Amerikaanse jazzsaxofonist van de bop, westcoast-jazz en hardbop.

## Biografie
Pete Christlieb is de zoon van fagottist Don Christlieb. Hij heeft met veel muzikanten gewerkt, zoals Louie Bellson, Chet Baker, Woody Herman, Count Basie, Tom Waits, Steely Dan, Warne Marsh, Doc Severinsen, The Tonight Show Band, Bob Florence, Frank Mantooth, Gary Urwin, Phil Kelly en Bill Holman. Christlieb speelde de saxofoonsolo's op Steely Dan's hit Deacon Blues van het album Aja, het met een Grammy Award bekroonde album Unforgettable van Natalie Cole en de verlengde tenorsaxsolo op het nummer FM (No Static at All) uit de film met dezelfde naam. Christlieb speelt momenteel met zijn recent opgerichte 11-koppige band de Tall & Small Band, het Bill Holman Orchestra en zijn eigen kwartet. Ook is Pete jarenlang betrokken geweest bij professionele dragraces, waarbij zijn auto's deelnamen aan talloze races in het zuidwesten en door het hele land. Zijn team heeft twee nationale kampioenschappen gewonnen in de klasse 'Blown Alcohol Dragster'.

## Discografie

### As leader of co-leader
- 1971: Jazz City: A Quartet with Pete Christlieb (RAHMP)
- 1978: Apogee (met Warne Marsh) (Warner Bros. Records)
- 1981: Self Portrait (Bosco)
- 1982: Going My Way (Bosco)
- 1983: Dino's '83 (Bosco)
- 1990: Mosaic (met Bob Cooper) (Capri Records)
- 1990: Conversations with Warne Volume 1 (met Warne Marsh) (Criss Cross Records)
- 1995: Conversations with Warne Volume 2 (met Warne Marsh) (Criss Cross)
- 1996: Get Happy – Don Lanphere & Pete Christlieb met New Stories (Origin Records)
- 1997: The Tenor Trio – Ernie Watts/Pete Christlieb/Rickey Woodard (JMI/JVC)
- 1997: Red Kelly's Heroes (met the Bill Ramsay/Milt Kleeb Band) (CARS)
- 1998: Live At Capozzoli's (Las Vegas Late Night Sessions) – Pete Christlieb/Andy Martin Quintet (Woofy)
- 1999: For Heaven's Sake (CARS)
- 2000: Late Night Jazz – Pete Christlieb & Slyde Hyde (Vertical Jazz/Fine Tune)
- 2006: Live at the Jazz Cave (Cognito)
- 2010: Reunion – Hadley Caliman & Pete Christlieb (Origin)
- 2011: High On U – Tall & Small: The Pete Christlieb & Linda Small Eleven-Piece Band (Bosco)

met Doc Severinsen
- 1986: The Tonight Show Band with Doc Severinsen (Amherst)
- 1988: The Tonight Show Band with Doc Severinsen, Vol. II (Amherst)
- 1991: Once More...With Feeling! (Amherst)
- 1991: Merry Christmas From Doc Severinsen & the Tonight Show Orchestra (Amherst)

### Als sideman of gast
Met Louie Bellson
- 1974: 150 MPH – Louie Bellson Big Band
- 1975: The Louis Bellson Explosion
- 1976: Live at Concord Summer Festival – Louie Bellson's 7
- 1977: Prime Time
- 1978: Sunshine Rock – Louie Bellson & The Explosion Orchestra
- 1978: Matterhorn: Louie Bellson Drum Explosion
- 1979: Louis Bellson Jam
- 1984: Don't Stop Now!
- 1996: Their Time Was the Greatest – Louie Bellson Honors 12 Super-Drummers
- 1997: Air Bellson – Louie Bellson's Magic 7
- 1998: The Art of the Chart – Louie Bellson's Big Band Explosion!

Met Wayne Bergeron
- 2002: You Call This a Living?
- 2007: Plays Well with Others

Met Bobby Caldwell
- 1996: Blue Condition
- 1999: Come Rain or Come Shine

Met Frank Capp
- 1982: Juggernaut Strikes Again!
- 1995: In a Hefti Bag
- 1997: Play It Again Sam

Met Rosemary Clooney
- 1992: Girl Singer
- 2002: Out of This World

Met Natalie Cole
- 1991: Unforgettable... with Love
- 1993: Take a Look
- 1999: Snowfall on the Sahara
- 2008: Still Unforgettable

Met Bob Florence
- 1979: Live at Concerts by the Sea
- 1981: Westlake
- 1982: Soaring
- 1992: Jewels - compilation

Met Bill Holman
- 1995: A View from the Side
- 1997: Brilliant Corners: The Music of Thelonious Monk
- 2007: Hommage

Met Quincy Jones
- 1971: Smackwater Jack
- 1974: Body Heat
- 1976: I Heard That!!
- 1995: Q's Jook Joint
- 1999: From Q with Love
- 2000: Basie and Beyond (met Sammy Nestico)

Met Phil Kelly & The Northwest Prevailing Winds
- 2003: Convergence Zone
- 2006: My Museum – Phil Kelly & The Southwest Santa Ana Winds
- 2009: Ballet Of The Bouncing Beagles

Met Seth MacFarlane
- 2011: Music Is Better Than Words
- 2017: In Full Swing

Met The Manhattan Transfer
- 1977: Pastiche (album)|Pastiche
- 1991: The Offbeat of Avenues
- 1992: The Christmas Album

Met Frank Mantooth
- 1987: Per-Se-Vere
- 1995: Sophisticated Lady
- 1999: Miracle

Met Diane Schuur
- 1986: Timeless
- 1993: Love Songs

Met Tom Scott
- 1973: Great Scott
- 1982: Desire
- 1983: Target
- 1991: Keep This Love Alive
- 1992: Born Again
- 1995: Night Creatures
- 1999: Smokin' Section

Met Keely Smith
- 2000: Swing, Swing, Swing
- 2001: Keely Sings Sinatra
- 2002: Keely Swings Basie-Style with Strings

Met Gary Urwin Jazz Orchestra
- 2000: Perspectives
- 2001: Living In The Moment [rel. 2003]
- 2006: Kindred Spirits – Bill Watrous/Pete Christlieb/Gary Urwin Jazz Orchestra
- 2014: A Beautiful Friendship – Bill Watrous/Pete Christlieb/Carl Saunders/Gary Urwin Jazz Orchestra

Met Tom Waits
- 1974: The Heart of Saturday Night
- 1975: Nighthawks at the Diner [live]

Met Anthony Wilson
- 1997: Anthony Wilson
- 1999: Adult Themes

### Met anderen
- 1968: Sonny's Dream (Birth of the New Cool), Sonny Criss
- 1970: Music from 'The Adventurers' , Ray Brown
- 1972: Free Again, Gene Ammons
- 1972: Sarah Vaughan with Michel Legrand, Sarah Vaughan
- 1973: Corazón, Percy Faith
- 1974: Dreamer, Bobby 'Blue' Bland
- 1974: Let's Love, Peggy Lee
- 1975: High Energy, Freddie Hubbard
- 1976: Can't Hide Love, Carmen McRae
- 1976: Earl Klugh, Earl Klugh
- 1977: Aja, Steely Dan
- 1978: 3-Way Mirror, Livingston Taylor
- 1978: Frankie Valli...Is the Word, Frankie Valli
- 1979: Donald Byrd and 125th Street N.Y.C., Donald Byrd
- 1979: Palette, Alan Broadbent
- 1979: Street of Dreams Bill Henderson
- 1979: The Cat and the Hat, Ben Sidran
- 1980: Growing Up in Hollywood Town, Lincoln Mayorga/Amanda McBroom
- 1980: Night Song, Ahmad Jamal
- 1981: Playin' It Straight, Jack Sheldon
- 1982: Dawg Jazz/Dawg Grass, David Grisman
- 1982: It's a Fact, Jeff Lorber
- 1984: Then and Now, Joe Williams (met Mike Melvoin)
- 1989: Sarabanda, Martin Taylor
- 1991: Never Let Me Go, Toni Tennille
- 1992: Sweet Simon, Conte Candoli
- 1993: Forever, Michael Feinstein
- 1993: Homage to Duke, Dave Grusin
- 1993: Michel Plays Legrand, Michel Legrand
- 1993: Rules of the Road, Anita O'Day
- 1994: Masterpieces, The Singers Unlimited
- 1994: Somebody Loves Me, Frank Strazzeri
- 1998: Big Band Favorites of Sammy Nestico, Sammy Nestico
- 1998: The Magic Band II, Howard Roberts
- 1998: When I Look in Your Eyes, Diana Krall
- 2001: Singin' and Swingin' , Joey DeFrancesco
- 2002: A Jazz Musician's Christmas, Tom Kubis
- 2002: The House I Live In, Tony Danza
- 2002: Waves: The Bossa Nova Sessions, Eden Atwood
- 2003: From Me to You: A Tribute to Lionel Hampton, Terry Gibbs
- 2004: Jazz Standards, Stanley Clarke
- 2005: Big Band, Kevin Mahogany
- 2005: Let Me Off Uptown, Cheryl Bentyne
- 2006: Back in Town, Matt Dusk
- 2006: Round Trip, Marilyn Harris
- 2007: The Lost Bill Holman Charts, Carl Saunders
- 2009: At Last, Lynda Carter
- 2012: Ellington Saxophone Encounters, Mark Masters
- 2013: Made in California (1962–2012), The Beach Boys
- 2013: To Be Loved, Michael Bublé
- 2018: Sunlight, Chris Standring

- Bibsys: 6087501
- Bibliothèque nationale de France: cb139595310 (data)
- Gemeinsame Normdatei: 134957016
- International Standard Name Identifier: 0000 0000 5519 6785
- Library of Congress Control Number: n81014109
- MusicBrainz: 537b54f5-5d37-47dd-93b9-27b79e9f6cb8
- Virtual International Authority File: 76506911
- WorldCat: E39PBJkT7y4YhchgdYXR8VG8md